# Бор Болонёв
Бор Болонёв (также Бор-Болонёв или Бор-Болонев) или Болонёв Бор — деревня в Великолукском районе Псковской области России. Входит в состав сельского поселения «Шелковская волость».
Расположена на севере района, в 39 км к северу от райцентра Великие Луки и в 41 км к северу от волостного центра, деревни Шелково.

## Население
Численность населения деревни по состоянию на 2000 год составила 12 жителей, на 2010 год — 4 жителя.